# Nitriansky kraj
Nitriansky kraj jedna od administrativnih regija (pokrajina) Slovačke. Pokrajina se sastoji od sedam okruga, a središte regije je grad Nitra.

## Stanovništvo
| Godina:     | 1994.   | 2004.   | 2014.   | 2024.   |
| ----------- | ------- | ------- | ------- | ------- |
| Broj ljudi: | 718 358 | 709 350 | 684 922 | 665 600 |
| Razlika:    |         | −1,25 % | −3,44 % | −2,82 % |

| Godina:     | 2023.   | 2024.   |
| ----------- | ------- | ------- |
| Broj ljudi: | 668 301 | 665 600 |
| Razlika:    |         | −0,40 % |

## Popis okruga (slovački: okres)
- Okrug Komárno
- Okrug Levice
- Okrug Nitra
- Okrug Nové Zámky
- Okrug Šaľa
- Okrug Topoľčany
- Okrug Zlaté Moravce